# Laudano

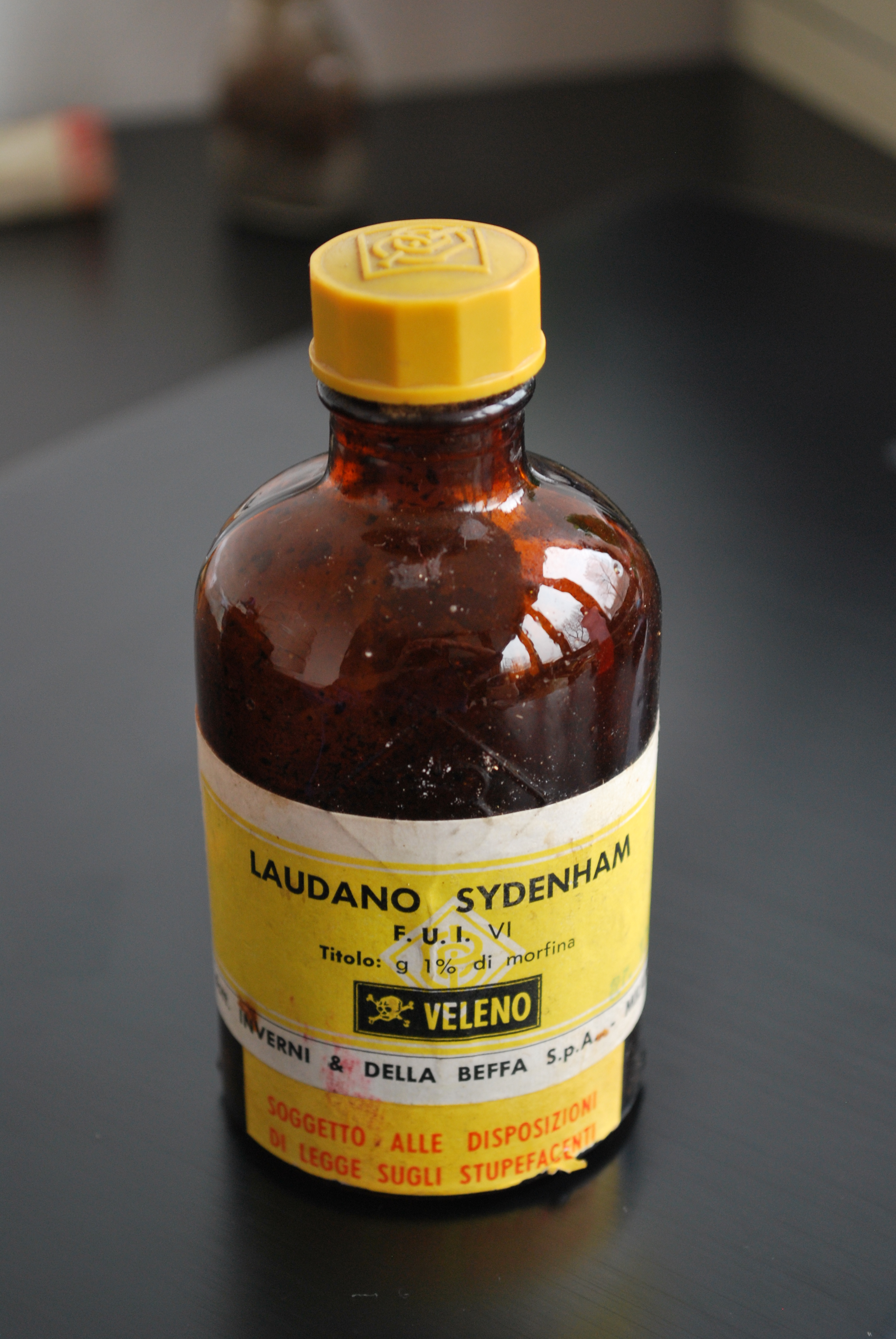
Laudano Sydenham della Inverni & Della Beffa, anni cinquanta

Il làudano, o tintura di oppio, è un composto a base di alcol e oppio.

## Etimologia
Il termine laudano è l'italianizzazione di laudanum, un termine, quest'ultimo, coniato dal famoso alchimista d'origine svizzera Paracelso e appartenente, quindi, al latino umanistico. L'onomaturgia di Paracelso si basa, forse, su un'alterazione linguistica della parola latina ladanum, che indicava una resina gommosa estratta da specie del genere Cistus, in particolare dall'arbusto del Cisto marino.

## Storia
La sua invenzione viene generalmente attribuita a Paracelso, ma un attento studio sulla sua voluminosa opera scritta avrebbe evidenziato come il laudanum delle ricette di Paracelso non abbia nulla a che vedere con l'oppio; è sufficiente osservare come in queste ricette frequentemente il medico svizzero facesse rientrare l'oppio e il laudano come ingredienti differenti. Per laudanum Paracelso intendeva essenzialmente la resina secreta da foglie e fiori di specie vegetali del genere Cistus, in latino nota come ladanum o ledanum e impiegata in medicina sin dai tempi classici. Più raramente, per laudanum Paracelso intendeva un differente rimedio medicinale, un “arcano”, stando alla terminologia propria di questo medico, ancora oggi di difficile identificazione, ma in cui comunque non c'entrava l'oppio.
Chi associò il laudano all'oppio, attribuendo quest'associazione a Paracelso, furono i suoi discepoli e i suoi seguaci, soprattutto a partire dagli inizi del XVII secolo, quando le ricette oppiacee del “Laudanum Paracelsi” si moltiplicarono e diffusero in tutta la letteratura medica occidentale. La formula odierna è quella proposta nel XVIII secolo dal medico inglese Thomas Sydenham, che lo preparò per primo in forma liquida. In passato è anche stato utilizzato come droga. In Italia è illegale.

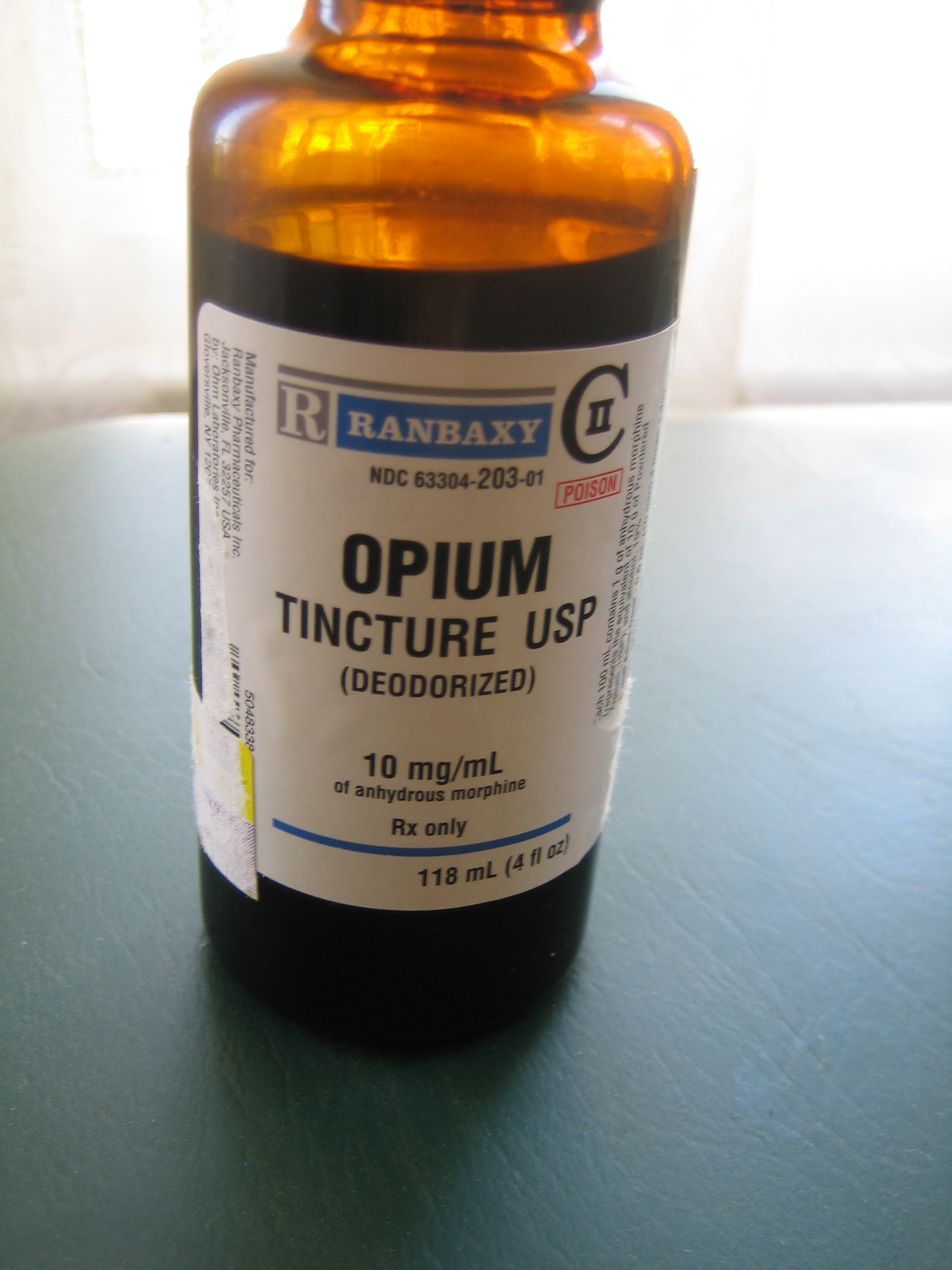
Bottiglia di laudano o tintura di oppio attualmente in commercio solo per uso medico.

Durante l'Ottocento fu usato nella guerra di secessione americana per alleviare il dolore dei soldati feriti (soprattutto dopo l'invenzione del fucile a ripetizione), ma anche per alleviare i disagi psicologici e le "tensioni da battaglia". Questa prassi causò la nascita dei primi veri morfinomani, i cosiddetti tossicodipendenti da morfina. Sempre nell'Ottocento, Friedrich Engels, filosofo ed economista tedesco, amico e collaboratore di Karl Marx, ne denuncia l'abuso da parte della classe operaia inglese: alcuni preparati che hanno come ingrediente base il laudano, tra cui lo sciroppo Godfrey’s Cordial, vengono somministrati dalle lavoratrici ai loro bambini per calmarli. 
Con una fiala di laudano, nel 1862, si suicidò Elizabeth Siddal, modella e consorte di Dante Gabriel Rossetti. L'artista la celebrò due anni dopo nelle vesti della Beatrice dantesca in un dipinto, Beata Beatrix, oggi alla Tate Gallery di Londra. In Anna Karenina, famoso romanzo di Lev Tolstoj pubblicato a puntate nel Russkij Vestnik ("Messaggero russo") negli anni 1875-1877 e come volume nel 1878, il personaggio principale, Anna, sotto l'oppressione della gelosia e delle conseguenze disastrose della sua relazione extra-coniugale, inizia ad assumere laudano sempre più spesso per riuscire a dormire. Ciò contribuirà allo sviluppo di idee paranoidi e alla progressiva perdita di controllo di se stessa.

## Effetti
È un narcotico, con effetti antidolorifici e antispastici simili a quelli degli oppiacei.

## Composizione
Si ottiene facendo macerare l'oppio in vino o in una soluzione idroalcolica per alcuni giorni in presenza di aromatizzanti, quali, per esempio, zafferano, cannella e chiodi di garofano, che permettono di mascherare il cattivo sapore dell'oppio.
La presenza di morfina rendeva efficace questa tintura come analgesico. Nell'oppio vi sono però numerosi altri alcaloidi oltre alla morfina, alcuni dei quali sono principi attivi tossici, motivo per cui il laudano è sempre meno impiegato mentre per l'uso è comunque necessaria la consultazione di un medico.
La Farmacopea italiana nel 1929 ne semplificò la preparazione.

## Dose
Si somministra a gocce (15-20 per volta) e la dose massima giornaliera è 5 grammi.